# Привал арештантів (картина Валерія Якобі)
Привал арештантів (також відома як «Партія арештантів на привалі») — жанрова картина російського художника-реаліста Валерія Якобі, написана спеціально для виставки Академії мистецтв 1861 року. Картина здобула схвальні відгуки поціновувачів живопису та велику золоту медаль виставки. Робота Якобі, разом з представленими на виставці картинами М. К. Клодта «Остання весна» та В. Г. Перова «Проповідь у сільській церкві», знаменувала собою утвердження реалізму на заміну пануючому доти у російському живопису академізму (хоча для творчості В. Якобі було характерним поєднання як елементів реалізму, так і елементів академізму).
Ще до початку виставки картину придбав у художника колекціонер живопису П. М. Третьяков для своєї мистецької галереї. Картина написана олійними фарбами на полотні, має розміри 98,6 × 143,5 см, інвентарний номер 354 та наразі постійно виставлена для огляду глядачами у залі № 16 Державної Третьяковської галереї.